# بطرس (ستراتوبيداركس)

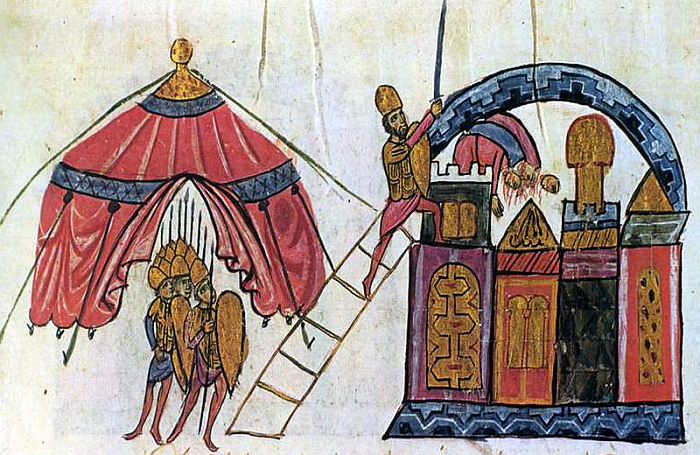
سقوط أنطاكية عام 969 م

بطرس ( اليونانية: Πέτρος ؛ توفي عام 977) كان قائدًا خصيًا بيزنطيًا. كان في الأصل خادمًا لعائلة فوقاس الكابادوكية القوية، ورُقي إلى منصب عسكري رفيع (ستراتوبيدارك [الإنجليزية] الشرق) في عهد الإمبراطور نقفور الثاني فوقاس، وقاد الاستيلاء على أنطاكية وإخضاع حلب في عام 969؛ في فترة كان الحمدانيون يقودون القوة الدفاعية الوحيدة عن العالم الإسلامي. في عهد يوحنا الأول تزيمسكيس، قاتل كقائد كبير ضد الروس في 970-971، وبعد وفاة تزيمسكيس قاد القوات الموالية ضد ثورة القائد بارداس سكليروس [الإنجليزية] في آسيا الصغرى، وسقط في المعركة في خريف عام 977.

## السيرة
وفقًا لعدة مصادر بيزنطية، كان بطرس في الأصل خادمًا أو عضوًا في الحاشية الشخصية لنيقفورس الثاني فوقاس. العلاقة الدقيقة غير واضحة؛ على الرغم من أنه يُطلق عليه لقب عبد، فمن المرجح أنه كان مجرد خادم. بسبب ترجمة خاطئة لمقطع من تأليف زوناراس، تم التعرف عليه أحيانًا بشكل خاطئ على أنه عضو في عشيرة فوقاس، وهو معروف في بعض الأعمال الحديثة باسم "بطرس فوقاس". ورغم كونه خصيًا، أثبت بطرس أنه محارب قوي، وقد أشادت الروايات المعاصرة بقدراته كقائد عسكري بشكل موحد. يكتب المؤرخ ليو الشماس أنه "كان يتمتع بقوة بدنية كبيرة" ويسجل أنه هزم ذات مرة في قتال فردي زعيم عصابة "سكيثية" (روس أو مجري) في تراقيا. لا يُعرف شيء عن حياته المبكرة ومسيرته المهنية، ولكن ربما شغل منصب سيد الطاولة [الإنجليزية] كما تسميه المصادر العربية الأطربازي.
في ربيع عام 967، وبعد إقالة يوحنا تزيمسكيس من القيادة العليا للقوات الشرقية للإمبراطورية البيزنطية، عين نيكيفوروس بيتر في منصب جديد وهو ستراتوبيدارخس [الإنجليزية]، ومنحه القيادة العامة للجيش الشرقي. من المرجح أن يتم تفسير هذا المنصب الجديد بحقيقة مفادها أن بطرس، كونه خصيًا، لم يتمكن من شغل منصب خادم المدارس [الإنجليزية]، وهو المنصب الذي كان يُعين تقليديًا القادة البيزنطيين. كانت مهمته الأولى هي مواجهة حملة عسكرية شنتها قوات خراسان بقيادة محمد بن عيسى، والتي وصلت إلى أنطاكية. هزمهم بطرس قرب الإسكندرونة وأسر محمدًا حتى فداه الأنطاكيون.
وفي عام 968، جاء نقفور الثاني بنفسه إلى الشرق لتولي قيادة جيشه. شارك بطرس في غزو الإمبراطور لشمال الشام الذي كان يحكمه الحمدانيون والحصار المطول الذي تلاه لأنطاكية، والذي بلغ ذروته بسقوط المدينة [الإنجليزية]. في هذه العملية، كان للقائد الاستراتيجي ميخائيل البرجي المبادرة، حيث استولى على أحد الأبراج الرئيسة في المدينة في انقلاب يدوي [الإنجليزية]. في هذا الوقت كان بطرس يزحف بقواته نحو حلب بناء على طلب قرغويه الذي اغتصب السلطة هناك لتخفيف حصارها من القوات الحمدانية الموالية بقيادة سعد الدولة. وعندما علم بطرس بإنجاز ميخائيل، عاد ووصل إلى أنطاكية بعد ثلاثة أيام. وبعد الاستيلاء على أنطاكية، الذي حدث في 28 أكتوبر/تشرين الأول، استأنف القائدان البيزنطيان تقدمهما نحو حلب، مما أجبر سعد الدولة على الفرار. وشرع البيزنطيون في مهاجمة حلب بأنفسهم، فانسحب السكان إلى القلعة وتخلوا عن المدينة السفلى للقوات الإمبراطورية. وبعد حصار دام 27 يومًا، استسلم قرغويه ومساعده بكجور. وفي معاهدة صفر، أصبحت حلب والممتلكات الحمدانية السابقة في شمال سوريا تابعة للإمبراطورية، وتم تسليم الرهائن، ودفع جزية سنوية للإمبراطور، وإنشاء مسؤول ضرائب بيزنطي في المدينة. ومن ناحية أخرى، اعترف البيزنطيون بقرقيعان حاكمًا على حلب، وبكجور خليفته.
بعد اغتيال نقفور على يد يوحنا تزيمسكيس في كانون الأول 969، استمر بطرس، على الرغم من ارتباطه الوثيق بالإمبراطور المقتول، في الخدمة الفعلية خلال عهد تزيمسكيس (حكم 969-976)، عندما شارك في الحرب ضد الروس في بلغاريا كزعيم لتاجماتا [الإنجليزية] مقدونيا وتراقيا [الإنجليزية]. يُذكر أنه كان يحرس الجدار الغربي لدوروستولون أثناء حصارها من البيزنطيين، بينما كان بارداس سكليروس [الإنجليزية] يحرس الجدار الشرقي. ومن المحتمل أن يكون هذا هو الوقت الذي وقعت فيه حادثة ليو الشماس بمعركته الفردية ضد الزعيم "السكيثي".
في عام 976، توفي تزيمسكيس، وعاد العرش إلى الأباطرة الشرعيين من السلالة المقدونية، الأخوين الشابين باسيل الثاني وقسطنطين الثامن، تحت وصاية باراكويمومينوس [الإنجليزية] باسيل ليكابينوس. ومع ذلك، كان العرش محل تطلع بارداس سكليروس، الذي كان بمثابة القائد الأعلى للجيوش الشرقية وقريب لتزيميسكس وكان الرجل الثاني الفعلي في القيادة. في خطوة تهدف إلى تقليل سلطة سكليروس، استبدله ليكابينوس ببطرس وأرسله إلى منصب دوكس (دوق) أنطاكية بدلًا من ذلك. في هذه المرحلة على الأرجح حصل بطرس على رتبة بطريق رومي؛ وقد ذكره ليو الشماس والمصادر العربية باعتباره البطريق بالفعل في عام 969، ولكن من المرجح أن يكون هذا استخدامًا عامًا بمعنى "قائد". ولكن هذا لم يثنِ سكليروس، فثار بعد فترة وجيزة، وأعلنه مؤيدوه إمبراطورًا. فأرسل بطرس برفقة البطريرك أوستاثيوس ماليينوس [الإنجليزية] ضد معقل المتمردين، المنطقة المحيطة بملطية. ومع ذلك، أثناء حصار قلعة المتمردين في لابارا، في وقت ما من صيف عام 976، هاجم جيش سكليروس بشكل غير متوقع، مما أدى إلى هزيمة الجيش الموالي. وانسحبت إلى كوتاهية في غرب الأناضول، وانضمت إلى بقايا هذا الجيش قوات جديدة. وتحت قيادة الخصي ليو، سار الجيش الموالي شرقًا مرة أخرى في خريف عام 977. تمكن الجيش الإمبراطوري من تحقيق نجاح ضد مرؤوسي سكليروس، مايكل بورتز ورومانوس تارونيتس، ولكن في معركة ضارية في راجي بالقرب من إيقونية، هزمهم سكليروس نفسه بشكل حاسم. ومن بين العديد من القادة الموالين الآخرين، سقط بطرس أيضًا في ساحة المعركة.